# Буковець (Хустський район)
Бу́ковець — село в Україні, у Закарпатській області, Хустському районі. Входить в склад Пилипецької сільської громади.
Буковець вперше згадується в 1463: Bukvecz, 1649: Bukouecz, Bukovicza, 1725: Bukovecz (Revizki), 1808: Bukovecz, Bukucza, 1828: Bukócz, Bukovetz, 1838: Bukócz Máramaros megye helységneveinek etimológiai szótára 34, 1851: Bukócz, 1877: Bukovec, Bukóc, 1892: Bukócz (Bukovecz), 1913: Bükköspatak, 1925: Bukovec, 1944: Bukóc, Буковецъ, 1983: Буковець, Буковец.
Село заснували мешканці поселення Верховина з Прикарпаття.(Якщо мається на увазі смт. Верховина-колишня назва Жаб,є,то це неформальна  столиця Гуцульщини,алеі у мові буківчан немає ознак гуцульської говірки).
До 2020 року село входило до складу Міжгірського району.

## Храми
Храм Введення пр. богородиці. 1808.
У 1751 р. в селі були дві дерев'яні церкви. Нижня церква св. Архангела Михайла була «нова, красна, шинґлями крита… огорожена терниною», вмішувала 200 вірників, мала всі церковні книги, всі нові образи і три дзвони.
Верхня церква вмішувала 100 вірників і була «престара, близ розпадку… Звони два: един не благословен. Образи дуже давні, без жодної вартости».
У 1801 р. знову згадують дві церкви: нижню — добру, верхню — «розпадаючу». Згодом одну із старих церков подарували селу Нижній Бистрий, звідки її пізніше перевезено у Вучкове. Того ж року село просило з релігійного фонду 240 ринських для будівництва нової церкви посеред села, оскільки існуючі церкви «обі не отповідні вірникам, бо малі». В селі згадують, що старі церкви стояли в урочищі «Заломисте», у Нижньому кінці та в урочищі «Закобза». Церква, збудована із смерекових брусів у 1808 році стоїть у селі й тепер і утворює разом із дзвіницею та нині рідкісною дерев'яною вхідною брамою чудовий ансамбль релігійних споруд. Дата спорудження вирізана на одвірку. Башта має своєрідне барокове завершення з приплюснутим гранчастим куполом. Бабинець і нава перекриті спільним високим дахом, над вівтарем окремий дах. У інтер'єрі східний і центральний зруби перекриті коробовими склепіннями, над бабинцем — плоске перекриття. Довкола всіх зрубів іде опасання.
Дзвіниця традиційно двоярусна, квадратна в плані, з широким опасанням. Великий дзвін, відлитий Францом Лехерером у Пряшеві в 1832 p., має напис: «ДО ЦЄРКВЄ ВЄСИ БУКОВЕЦЪ ИЗЛЯТЫЙ ИЖДИВЄНІЄМ IО[А]HHA ТЄСЛЄВИЧА»
Два менші виготовив К. Маноушек у місті Брно в 1924 р.
Зафіксовано такі написи, що стосуються історії церкви: на зрубі — «ВО СЛАВУ СТЬІЯ ЕДИНОСУЩЫЯ И ЖИВОТВОРЯЩІА ТРЦЫ ОТЦА И СНА И СТАГО ДУХА СОЗДАННЫЙ ДОМ СЄЙ AWИ (1808)», на жертовнику — «Сєй жєрътовъникъ | справили раби бжіи | Исавъка Черепаничъ | Іоанъ Баранишинецъ | за одпущеніє гріховъ своих | року АΨξ (1760) мца априля дня КΘ (29)».

## Присілки
Заломіска
Заломіска - колишнє село в Україні, в Закарпатській області.
Обєднане з селом Буковець
Згадки:  1798: Zalomiszta, 1804: Zalomist, 1808: Zalomiska, 1828: Zalomistoje, 1851: Zalomisztáje, 1930: Zalomiska
Павловець
Павловець - колишнє село в Україні, в Закарпатській області.
Обєднане з селом Буковець
Згадки: 1745: Palovecz, 1780-1: Paulovecz,  1808: Pavlovecz vel. Paulovecz, Paulucza, 1828: Paulovetz, 1851: Paulovecz, 1892: Paulovecz, 1898: Paulovecz, 1907: Páloskő, 1913: Páloskő, 1944: Pávlovec, Павловецъ.
Храм Введення пр. богородиці. XVIII ст.
У невеличкому селі (нині тут 12 дворів) стоїть унікальна церковна споруда. Важко визначити її вік, але все свідчить про те, що у XVIII ст. церква вже була збудована. Згідно з однією з версій, церкву перенесено в Павловець з сусідньої Річки, але, найімовірніше, церкву утворено шляхом прибудови нави і вівтарного зрубу до більш давньої дзвіниці,
Розповідають також, що церкву самотужки збудував один житель села.
Відомості зовсім небагаті, але слід бути вдячними долі, що зберегла до нашого часу цю унікальну споруду – єдину з малих церков XVIII ст.
За даними на 1936 рік(довідник чеського дослідника Я.Достала),село було релігійно розділене на православних(267 чол.) і греко-католиків(466 чол.) Подібна картина спостерігалась і в багатьох інших селах Закарпаття. Цього року в Буківці проживало788 жителів,з них русинів-730,євреїв-51,німців -1,чехів-1,5 осіб без громадянства.
Досі в Буківці не народилося ні одної великої людини(все родяться малі дітваки).

## Населення
Згідно з переписом УРСР 1989 року чисельність наявного населення села становила 480 осіб, з яких 231 чоловік та 249 жінок.
За переписом населення України 2001 року в селі мешкало 449 осіб.

## Туристичні місця
- деревяний храм Введення пр. богородиці. XVIII ст.

### Мова
Розподіл населення за рідною мовою за даними перепису 2001 року:
| Мова       | Відсоток |
| ---------- | -------- |
| українська | 99,78 %  |
| російська  | 0,22 %   |